# Антон Карлссон (1996)
Антон Карлссон (швед. Anton Karlsson; 3 серпня 1996, м. Лерум, Швеція) — шведський хокеїст, лівий/правий нападник. Виступає за «Фрелунда» (Гетеборг) у Шведській хокейній лізі.
Вихованець хокейної школи БК «Лерумс». Виступав за ХК «Мора», ХК «Шеллефтео».
В чемпіонатах Швеції — 7 матчів (0+1).
У складі молодіжної збірної Швеції учасник чемпіонатів світу 2014 і 2015. У складі юніорської збірної Швеції учасник чемпіонатів світу 2013 і 2014.
Брат: Ерік Карлссон.
Досягнення
- Срібний призер молодіжного чемпіонату світу (2014)